# 테살로니키현
테살로니키현은 그리스 중앙마케도니아 주에 있는 현으로 테살로니키 시와 레가다스, 그리고 할키디키반도 북부 지역을 아우른다. 테살로니키 현은 그리스에서 두 번째로 인구가 많은 현이며, 마케도니아 지방을 비롯한 북부 그리스 기준으로는 인구가 가장 많다. 

## 같이 보기
- 마케도니아 (그리스)